# Az őserdő hőse
Az őserdő hőse (eredeti cím: George of the Jungle)  1997-ben bemutatott amerikai filmvígjáték, melyet Sam Weisman rendezett. A film alapjául a George of the Jungle című, 1960-as években sugárzott animációs sorozat szolgált. A főbb szerepekben Brendan Fraser, Leslie Mann és Thomas Haden Church látható. 
Az Amerikai Egyesült Államokban 1997. július 18-án mutatták be a mozikban. Bevételi szempontból sikeres volt, de a kritikusokat megosztotta a film. DVD-filmes folytatása 2003-ban jelent meg, Az őserdő hőse 2. címmel, ebben Fraser már nem szerepel.

## Történet
|  | Alább a cselekmény részletei következnek! |

Ursula Stanhope egy gazdag San Franciscó-i fiatal nő, aki Afrikában időzik. Vőlegénye, a bosszantó és kapzsi Lyle van de Groot először megpróbálja meggyőzni, hogy menjen vele haza, mikor ez nem sikerül, együtt indulnak a helyi legenda, a „Fehér Majom” keresésére. Lyle-t és Ursulát az őserdőben megtámadja egy oroszlán, mire Lyle menekülés közben beveri a fejét, Ursulát pedig megmenti George, az őserdő liánon lengő – és folyton fának csapódó – hőse. George szüleinek repülőgépe lezuhant Afrikában, és a kisfiút egy nagy gorilla, Majom testvér nevelte fel. Az angol nyelvet kissé törő George saját fateteji házába viszi az eszméletlen Ursulát. A lány, amikor felébred, azt hiszi, csak álmodik. George bemutatja őt a beszélő Majom testvérnek, Tuki-Tukinak, a színes hírnökmadárnak és Shepnek, az elefántbébinek, akit George kutyaként kezel.
Eközben Lyle és két simlis embere, Max és Thor, helybéliek segítségével Ursula keresésére indulnak. Ursula összebarátkozik George-dzsal, aki menthetetlenül beleszeret a lányba. Max és Thor Georgék távollétében felfedezik, hogy Majom testvér nem csak hogy beszélni, de festeni és sakkozni is tud, és elhatározzák, hogy elfogják a gorillát és elviszik Las Vegasba. Lyle fegyvert fog George-ra és rálő. A sebesült George-ot Ursula repülőgéppel San Francisco-ba viszi, miközben Lyle Afrikában börtönbe kerül tettéért. Miközben George a nagyvárossal ismerkedik, a két gonosztevő, Max és Thor elrabolja Majom testvért, aki rútúl rászedi őket az útmutatással és így körbe-körbe mászkálnak a dzsungelben.
Ursula bemutatja George-ot az ő és Lyle eljegyzési partiján, amit a lány szülei szerveztek. Ursula édesanyja nem kedveli a primitívnek tartott őserdőlakót, és azt szeretné, ha lánya Lyle-t választaná, ezért gonosz módon ráveszi George-ot, hogy menjen el. Közben Tuki-Tuki átrepüli az óceánt, hogy értesítse George-ot Majom testvér elrablásáról. George elhatározza, hogy hazatér, repülőre száll (egy faládában) és hazaérve elindul megmenteni gorilla barátját. Ursula mindeközben rádöbben, hogy szerelmes George-ba és utána indul. George-nak sikerül megmentenie Majom testvért, és Ursula is megérkezik, hogy bevallja szerelmét, ám felbukkan Lyle, aki a börtönben lelkésszé képezte át magát, és elragadja a lányt, hogy kényszerítse a házasságra. Egy gyors sodrású folyón próbál meg leevezni vele, de George még időben kimenti a lányt, mielőtt még a csónak a vízeséshez érne. A vízesés aljára zuhanó Lyle egy sötét barlangban egy gorillalányt vesz feleségül, mert nem lát semmit és azt hiszi, Ursula ül mellette. George és Ursula szerelmet vallanak egymásnak és összeházasodnak, majd születik egy George-hoz hasonlóan kissé ügyetlen kisfiuk.

## Szereplők
| Színész              | Szerep               | Magyar hang     |
| -------------------- | -------------------- | --------------- |
| Brendan Fraser       | George               | Schnell Ádám    |
| Leslie Mann          | Ursula Stanhope      | Kökényessy Ági  |
| Thomas Haden Church  | Lyle van de Groot    | Dózsa Zoltán    |
| John Cleese (hangja) | Majom testvér        | Láng József     |
| Richard Roundtree    | Mr Kwame, túravezető | Gruber Hugó     |
| Greg Cruttwell       | Max                  | Breyer Zoltán   |
| Abraham Benrubi      | Thor                 | Gesztesi Károly |
| Holland Taylor       | Beatrice Stanhope    | Molnár Piroska  |
| John Bennett Perry   | Arthur Stanhope      | Szokolay Ottó   |
| Kelly Miller         | Betsy                | Kéri Kitty      |
| Keith Scott (hangja) | Narrátor             | Végh Ferenc     |